# Băiatul stridie
Băiatul stridie (titlu original: Boyster) este un desen animat despre un băiețel care este jumate uman, jumate moluscă. Serialul a avut premiera originală pe 16 iunie 2014 pe Disney XD și în România pe 13 aprilie 2015 pe Disney Channel.

## Personaje

### Personaje principale
- Stridie Liposki - Un băiețel jumate om, jumate mutant stridie care a fost născut dintr-o scoică și a fost adoptat de către oameni și trebuie să-și ascundă puterile de stridie..
- Rafik - Prietenul cel mai bun al lui Stridie care îi cunoaște secretul lui Stridie.
- Scoică - Fratele geamăn al lui Stridie care este o scoică.

### Personaje secundare
- Ozzy - Ozzy este bătăușul școlii alături de alți doi prieteni ai săi.
- Alicia - Alicia este o fată bogată. Stridie este îndrăgostit de ea.
- Marion Pluss - Domnul Pluss este un profesor numit "Profesorinatorul". El este foarte sever.
- Dna. și Dl. Liposki - Ei sunt părinții adoptivi ai lui Stridie și Scoică.
- Arthur - Este un tocilar alături de alți doi prieteni ai săi.